# ジョエル・コックス
ジョエル・エドワード・コックス（Joel Edward Cox、1941年4月2日 - ）は、アメリカ合衆国の編集技師。アメリカ映画編集者協会（ACE）会員。
クリント・イーストウッドが監督・出演している映画の編集に30作以上携わっていることで有名。

## 経歴
カリフォルニア州ロサンゼルス出身。1942年、マーヴィン・ルロイ監督の『心の旅路』で赤ちゃん役として出演。1961年、ワーナー・ブラザースの郵便仕分け係を経て、映画業界に入る。1969年、サム・ペキンパー監督の『ワイルドバンチ』から編集助手となり、1975年、『さらば愛しき女よ』で編集技師デビューを果たす。イーストウッドとは助手時代の1976年『アウトロー』で出会い、フェリス・ウェブスターとの共同体制で『ダーティハリー3』から『センチメンタル・アドベンチャー』までの編集を担った。1983年の『ダーティハリー4』で、アシスタントから昇格して筆頭の編集技師となる（単独クレジットされる）。以降、イーストウッドの片腕として多数の作品を手掛けるようになる。1992年には『許されざる者』で第65回アカデミー賞編集賞を受賞。

## 主な編集作品
編集助手
- 雨のなかの女 The Rain People (1969)
- ワイルドバンチ The Wild Bunch (1969)
- アウトロー The Outlaw Josey Wales (1976)
- アルカトラズからの脱出 Escape From Alcatraz (1979)
- ダーティハリー5 The Dead Pool (1988) - スーパーバイザー

編集
- さらば愛しき女よ Farewell, My Lovely (1975)
- ダーティハリー3 The Enforcer (1976)
- ガントレット The Gauntlet (1977)
- ダーティファイター Every Which Way but Loose (1978)
- ブロンコ・ビリー Bronco Billy (1980)
- センチメンタル・アドベンチャー Honkytonk Man (1982)
- ダーティハリー4 Sudden Impact (1983)
- タイトロープ Tightrope (1984)
- ペイルライダー Pale Rider (1985)
- ハートブレイク・リッジ 勝利の戦場 Heartbreak Ridge (1986)
- バード Bird (1988)
- ピンク・キャデラック Pink Cadillac (1989)
- ホワイトハンター ブラックハート White Hunter Black Heart (1990)
- ルーキー The Rookie (1990)
- 許されざる者 Unforgiven (1992)
- パーフェクト・ワールド A Perfect World (1993)
- マディソン郡の橋 The Bridges of Madison County (1995)
- 目撃 Absolute Power (1997)
- 真夜中のサバナ Midnight in the Garden of Good and Evil (1997)
- トゥルー・クライム True Crime (1999)
- スペース カウボーイ Space Cowboys (2000)
- ブラッド・ワーク Blood Work (2002)
- ミスティック・リバー Mystic River (2003)
- ミリオンダラー・ベイビー Million Dollar Baby (2004)
- 父親たちの星条旗 Flags of Our Fathers (2006)
- 硫黄島からの手紙 Letters from Iwo Jima (2006)
- チェンジリング Changeling (2008)
- グラン・トリノ Gran Torino (2008)
- インビクタス/負けざる者たち Invictus (2009)
- ヒア アフター Hereafter (2010)
- J・エドガー J. Edgar (2011)
- 人生の特等席 Trouble with the Curve (2012)
- プリズナーズ Prisoners (2013)
- アメリカン・スナイパー American Sniper (2014)
- オール・アイズ・オン・ミー All Eyez on Me (2017)
- ザ・アウトロー Den of Thieves (2018)
- リチャード・ジュエル Richard Jewell (2019)
- 陪審員2番 Juror #2 (2024)

## 受賞歴
受賞
- 1993年 第65回アカデミー賞：編集賞『許されざる者』
- 1993年 アメリカ映画編集者協会エディー賞：長編映画編集賞『許されざる者』

ノミネート
- 2004年 アメリカ映画編集者協会エディー賞：長編映画編集賞 (ドラマ部門)『ミスティック・リバー』
- 2004年 ゴールデン・サテライト賞：編集賞『ミスティック・リバー』
- 2005年 第77回アカデミー賞：編集賞『ミリオンダラー・ベイビー』
- 2005年 アメリカ映画編集者協会エディー賞：長編映画編集賞 (ドラマ部門)『ミリオンダラー・ベイビー』
- 2006年 サテライト賞：編集賞『父親たちの星条旗』
- 2009年 第62回英国アカデミー賞：編集賞『チェンジリング』